# Todra
Todra é uma vila no distrito de Sawai Madhopur, no estado indiano de Rajasthan.

## Demografia
Segundo o censo de 2001, Todra tinha uma população de 5245 habitantes. Os indivíduos do sexo masculino constituem 51% da população e os do sexo feminino 49%. Todra tem uma taxa de literacia de 58%, inferior à média nacional de 59.5%: a literacia no sexo masculino é de 72% e no sexo feminino é de 43%. Em Todra, 17% da população está abaixo dos 6 anos de idade.